# زیگمونت تورکف
زیگمونت تورکف (لهستانی: Zygmunt Turkow؛ تلفظ لهستانی: [ˈzɨɡmunt]؛ ۱۸۹۶– ۱۹۷۰) بازیگر، کارگردان نمایش و نمایشنامه‌نویس اهل لهستان بود.
وی برادر یوناس تورکف بود و کمی بعد از تهاجم به لهستان به همراه همسرش به برزیل مهاجرت کرد و در سال ۱۹۵۶ به اسرائیل بازگشت و به‌عنوان کارگردان نمایش و مدیر تئانر مشغول به کار شد.
وی بنیان‌گذار چندین سالن نمایش مشهور در لهستان، برزل و اسرائیل بود.